# El Paso Patriots
El Paso Patriots is een Amerikaanse voetbalclub uit El Paso, Texas. De club werd opgericht in 1989 en speelt in de USL Premier Development League, de Amerikaanse vierde klasse.

## Seizoen per seizoen
| Jaar    | Divisie | League              | Regulier Seizoen    | Playoffs                | Open Cup            |
| ------- | ------- | ------------------- | ------------------- | ----------------------- | ------------------- |
| 1989/90 | N/A     | SISL Indoor         | 4de, Cactus         | Niet gekwalificeerd     | N/A                 |
| 1990/91 | N/A     | SISL Indoor         | 8ste, Southwest     | Niet gekwalificeerd     | N/A                 |
| 1991    | N/A     | SISL                | 2de, Southwest      | Halve finale            | Niet meegedaan      |
| 1992    | N/A     | USISL               | 1ste, Southwest     | Niet gekwalificeerd     | Niet meegedaan      |
| 1993    | N/A     | USISL               | 6de, Atlantic       | Sizzling Six            | Niet meegedaan      |
| 1994    | 3       | USISL               | 2de, Southwest      | Divisional halve finale | Niet meegedaen      |
| 1995    | 3       | USISL Pro League    | 1ste, South Central | Divisional Finale       | Finale              |
| 1996    | 3       | USISL Select League | 3rd, Pacific        | 1ste ronde              | 2de ronde           |
| 1997    | 2       | USISL A-League      | 6de, Pacific        | Niet gekwalificeerd     | Niet gekwalificeerd |
| 1998    | 2       | USISL A-League      | 6de, Central        | Niet gekwalificeerd     | 3de ronde           |
| 1999    | 2       | USL A-League        | 5de, Pacific        | Conference kwartfinale  | Niet gekwalificeerd |
| 2000    | 2       | USL A-League        | 4de, Pacific        | Conference kwartfinale  | Niet gekwalificeerd |
| 2001    | 2       | USL A-League        | 7de, Western        | Niet gekwalificeerd     | 3de ronde           |
| 2002    | 2       | USL A-League        | 2de, Pacific        | 1ste ronde              | Niet gekwalificeerd |
| 2003    | 2       | USL A-League        | 3de, Central        | Niet gekwalificeerd     | 3de ronde           |
| 2004    | 4       | USL PDL             | 1ste, Mid South     | Conference halve finale | Niet gekwalificeerd |
| 2005    | 4       | USL PDL             | 1ste, Mid South     | Nationale Finale        | 2de ronde           |
| 2006    | 4       | USL PDL             | 3de, Mid South      | Niet gekwalificeerd     | Niet gekwalificeerd |
| 2007    | 4       | USL PDL             | 2de, Mid South      | Conference halve finale | 2de ronde           |
| 2008    | 4       | USL PDL             | 3de, Mid South      | Niet gekwalificeerd     | Niet gekwalificeerd |
| 2009    | 4       | USL PDL             | 4de, Mid South      | Niet gekwalificeerd     | 2de ronde           |